# Рокка-Санто-Стефано
Рокка-Санто-Стефано (итал. Rocca Santo Stefano) — коммуна в Италии, располагается в регионе Лацио, в провинции Рим.
Население составляет 1034 человека (2008 г.), плотность населения составляет 106 чел./км². Занимает площадь 10 км². Почтовый индекс — 30. Телефонный код — 06.
Покровителем коммуны почитается святой первомученик Стефан, празднование 26 декабря и 3 августа.

## Демография
Динамика населения:

## Администрация коммуны
- Официальный сайт: http://www.comune.roccasantostefano.rm.it/